# Skenea polita
Skenea polita is een slakkensoort uit de familie van de Skeneidae. De wetenschappelijke naam van de soort is voor het eerst geldig gepubliceerd in 1993 door Warén.